# Hoofden op hol
Hoofden op hol is een hoorspelserie naar het gelijknamige boek van Havank. Voor de bewerking zorgde Pieter Terpstra. De NCRV zond de serie uit vanaf donderdag 31 oktober 1968. De regisseur was Wim Paauw.

## Delen
- Deel 1: Kapers en schutters op de kust (duur: 23 minuten)
- Deel 2: De Schaduw en de natte schoenen (duur: 20 minuten)
- Deel 3: De Schaduw gevangen (duur: 25 minuten)
- Deel 4: De Schaduw vindt een moordenaar (duur: 23 minuten)

## Rolbezetting
- Jan Borkus (inspecteur Charles Carlier, de Schaduw)
- Jan Verkoren (Epi Müller)
- Donald de Marcas (kelner & overvaller)
- Corry van der Linden (Ann Weakfield)
- Joke Hagelen (telefoniste & Manuela)
- Han König (inspecteur Baudet)
- Frans Somers (Jonkheer Dirk van Heerewaarden)
- Jos van Turenhout (graaf Wenceslas & bewaker)
- Cees van Ooyen (gendarme)
- Tonny Foletta (Rigoletto)
- Huib Orizand (Silvère)
- Jan Wegter (wegcontroleur)
- Tom van Beek (commandant Lenormand)
- Han König (Dadgheilmann)

## Inhoud
Inspecteur Carlier lost, met hulp van o.a. Silvère, in opdracht van de Franse Geheime Dienst en het Ministerie van Oorlog het probleem van de Nazi-papieren uit Wenen op. Die beschrijven gedetailleerd een Duitse staatsgreep…